# Herbert Fields
Pour les articles homonymes, voir Fields.
Herbert Fields est un scénariste américain, né le 26 juillet 1897 à New York et mort dans la même ville le 24 mars 1958. Il est le frère de Dorothy Fields.

## Biographie
Herbert Fields fait des études supérieures à l'Université Columbia.
En 1959, il remporte deux Tony Award pour la comédie musicale Redhead qui obtient un gros succès sur Broadway.

## Filmographie

### Comme scénariste
- 1933 : Let's Fall in Love
- 1934 : Hollywood Party
- 1935 : Mississippi
- 1935 : On murmure dans la ville (People Will Talk)
- 1935 : Accent on Youth (en) de  Wesley Ruggles
- 1935 : Jeux de mains (Hands Across the Table)
- 1935 : Ship Cafe (en)
- 1936 : Love Before Breakfast
- 1936 : The Luckiest Girl in the World
- 1938 : La Peur du scandale (Fools for Scandal)
- 1939 : Le Magicien d'Oz (The Wizard of Oz)
- 1940 : En avant la musique (Strike Up the Band)
- 1941 : Papa se marie (Father Takes a Wife)
- 1944 : Quand l'amour manœuvre (Something for the Boys) de Lewis Seiler
- 1948 : Up in Central Park
- 1948 : Deux Nigauds toréadors (Mexican Hayride) (d'après la comédie musicale)
- 1949 : Française d'occasion (Slightly French)
- 1955 : La Fille de l'amiral (Hit the Deck)